# Lilla Goddegöl
Lilla Goddegöl är en sjö i Nybro kommun i Småland och ingår i Alsteråns huvudavrinningsområde.